# 馬克·卡佩勒斯
馬克·羅伯特·卡佩勒斯（1985年—）是一名法國企業家，也是比特幣交易所Mt. Gox的前執行長。在他的管理下，Mt. Gox在巔峰時期成為全球最大的比特幣交易所，但該公司在2014年申請破產，卡佩勒斯隨後被逮捕，並被判篡改資料罪。

## 早年生活和教育
卡佩勒斯於1985年出生於舍諾沃，是地質學家安-羅伯特·卡佩勒斯（Anne-Robert Karpelès）的孩子。他在第戎長大。1995年至2000年，他就讀於多爾芒附近的馬恩河畔沙蒂永的賓松修道院中學（Collège Prieuré de Binson）之後，他在巴黎的克勞德·伯納德學校就讀一年，2003年在巴黎的路易·阿曼德學校完成學業。

## 職業生涯
卡佩勒斯於2009年移居日本，並成立了Tibanne Co. Ltd.，一家位於日本的比特幣相關技術供應商，並擔任該公司的執行長。2011年，卡佩勒斯從程式設計師傑德·麥卡萊布手中收購了Mt. Gox比特幣交換網站，其原所有者獲得了新公司12%的股份。他成為比特幣基金會的創始成員，該基金會於2012年成立，旨在標準化和推廣比特幣，他在該基金會的董事會服務至2014年2月。
在Mt. Gox，該平台在他的管理下不斷成長，到2014年已處理了全球大部分的比特幣交易。儘管如此，Mt. Gox在營運、安全和財務方面面臨越來越多的挑戰，包括在2013年因涉嫌在銀行文件上說謊而被美國國土安全部從其帳戶中扣押了500萬美元。之後，Mt. Gox在2014年遭遇大量比特幣被盜。Mt. Gox隨後申請破產，卡佩勒斯也於同年被捕，並最終被判篡改Mt. Gox數據和偽造記錄罪。Mt. Gox的倒閉以及卡佩勒斯在其中扮演的角色，促使日本制定了第一部針對加密貨幣交易所和虛擬貨幣的正式法規。
Mt. Gox倒閉後，卡佩勒斯於2018年4月加入Freenode和Private Internet Access背後的公司倫敦信託媒體（London Trust Media）擔任技術長。

## 逮捕和定罪
2010年，年僅25歲的卡佩勒斯在法國的一次缺席審判中被判犯有欺詐罪，罪名與他在私人伺服器上的行為有關，他被判入獄一年。卡佩勒斯之前曾因電腦詐騙相關指控在法國被捕兩次，其中一次被捕後被判有罪，緩刑三個月。
2014年4月，在Mt. Gox申請破產之後，卡佩勒斯被美國財政部金融犯罪執法局傳召到華盛頓特區作證。他透過律師回應說他不會出席取證。
2015年8月1日，卡佩勒斯因涉嫌進入Mt. Gox電腦系統操控帳戶餘額而被日本當局逮捕。東京檢察官以一系列罪名起訴卡佩勒斯，包括挪用公款和嚴重違反信託，並要求判處10年有期徒刑。卡佩勒斯不承認這些指控。2019年3月14日，東京地方裁判所判定卡佩勒斯偽造數據以虛增Mt. Gox持股3350萬美元，一項數據篡改罪名成立，其他指控不成立。他被判入獄30個月，緩刑四年，這意味著除非他在未來四年內再犯其他罪行，否則他將不會在監獄服刑。法院表示，卡佩勒斯對「使用者的信任造成了巨大傷害」，「沒有任何藉口」讓他「濫用自己的地位和權限來進行聰明的犯罪行為」。卡佩勒斯發表聲明說，他對於較嚴重的指控「很高興被判無罪」，並正與律師討論如何處理偽造資料的定罪。他的上訴於2020年被東京高等裁判所駁回。
在2015年審判羅斯·烏布利希營運絲路市場期間，他的辯方辯稱，卡佩勒斯而非烏布利希才是假名「恐怖海盜羅伯茲」背後的個人。美國國土安全部探員傑瑞德·德-耶格希亞安（Jared Der-Yeghiayan）在2012年至2013年的調查中也曾懷疑卡佩勒斯。卡佩勒斯否認有任何參與，而烏布利希最終被定罪。

## 外部連結
- 馬克·卡佩勒斯的X（前Twitter）